# Philometra sanguinea
Philometra sanguinea is een rondwormensoort uit de familie van de Philometridae. De wetenschappelijke naam van de soort is voor het eerst geldig gepubliceerd in 1819 door Rudolphi.